# Семейка Аддамс (фильм)
«Семе́йка А́ддамс» (англ. The Addams Family) — фильм режиссёра Барри Зонненфельда, снятый по мотивам одноимённого сериала 1960-х годов и комиксам Чарльза Аддамса.

## Сюжет
Семейка Аддамсов — довольно необычная, эксцентричная и мрачная, но тем не менее все её члены любят друг друга по-настоящему. Они обладают обширной, не менее пугающей родословной и огромным состоянием. Отец, Гомес, мечтает о воссоединении со своим старшим братом Фестером, бесследно исчезнувшим много лет назад. Один раз в год они устраивают спиритический сеанс в надежде войти с ним в контакт. Их адвокат Талли всячески старается получить от них крупную сумму, так как задолжал пожилой женщине, занимающейся ростовщичеством, по имени Эбигейл Крэвен. В очередное посещение Эбигейл Талли вдруг понимает, что её сын Гордон точь-в-точь похож на пропавшего Фестера Аддамса. Он предлагает ей загримировать Гордона под него и обокрасть Аддамсов в счёт своих долгов, а может, и не только. Эбигейл соглашается, и в день спиритического сеанса она вместе с сыном заявляется в особняк как доктор, которая лечила «Фестера». Он якобы пропал в Бермудском треугольнике, затем внезапно вернулся из него, был обнаружен властями и мало что помнит. Гомес счастлив возвращению брата, но скоро его начинают терзать сомнения, настоящий ли он: слишком значительны провалы в его памяти. Его жена Мортиша, дочь Уэнздей и сын Пагсли тоже подозревают, что Фестер — самозванец. Фестер узнаёт, где расположен тайник с деньгами, и параллельно с этим долго не может привыкнуть к взбалмошности новоявленных родственников. Тем не менее, со временем он постепенно привязывается ко всем ним, входит во вкус и начинает любить все те странности, что пугали его раньше.
На балу, который Гомес устраивает в честь «Фестера», собирается вся родня. Там Талли узнаёт, что по завещанию наследником всего состояния является старейший член семьи, и решает выселить Аддамсов из их дома. На том же балу Уэнздей подслушивает разговор лже-Фестера и Эбигейл и обвиняет их в обмане. Она убегает от них, спасаясь от преследования, и после окончания вечера родители отправляются на её поиски. Вернувшись, они находят в особняке Талли, который объявляет им, что теперь домом владеет Фестер, старший брат. Судья, порядком натерпевшийся от таких соседей, «не видит препятствий» к подобному толкованию завещания. Аддамсы вынуждены прозябать в бедности, а новые хозяева особняка пытаются преодолеть ловушки и добраться до сокровищницы. У них ничего не выходит, и они решают выпытать секрет у Мортиши, попавшей в их руки. Гомес приходит сюда, чтобы спасти жену. Фестер в последний момент становится на его сторону и помогает избавиться от своей матери и Талли. Как выясняется, Эбигейл когда-то усыновила его, и он ей не родной сын, а в самом деле Фестер, по-настоящему пропавший в Бермудском треугольнике и забывший о своём прошлом. Никто, включая Эбигейл, этого не знал, а вспомнил он обо всём только сейчас при помощи случайности и одной из паранормальных книг дома. Теперь он полноправно поселяется вместе с Аддамсами.

## Актёрский состав
| Актёр            | Роль                                      |
| ---------------- | ----------------------------------------- |
| Рауль Хулия      | Гомес Аддамс                              |
| Анжелика Хьюстон | Мортиша Аддамс                            |
| Кристофер Ллойд  | Фестер Аддамс / Гордон Крэвен             |
| Джудит Малина    | бабушка                                   |
| Элизабет Уилсон  | Эбигейл Крэвен / доктор Грета Пиндершлосс |
| Карел Стрёйкен   | дворецкий Ларч                            |
| Кристина Риччи   | Уэнздей Аддамс                            |
| Джимми Уоркмэн   | Пагсли Аддамс                             |
| Дэн Хедайя       | адвокат Талли Алфорд                      |
| Дана Айви        | Маргарет Алфорд                           |
| Мерседес Макнаб  | Аманда Бакман (девочка-скаут)             |
| Джон Фрэнклин    | Кузен Итт                                 |
| Кристофер Харт   | «Вещь»                                    |

## Награды и номинации
- 1991 — лучший фильм года по версии Зала Славы Ужасов[1]
- 1992 — победитель в номинации «Любимый фильм» на Kids’ Choice Awards (1992)
- 1992 — номинация на премию «Оскар» за лучшие костюмы (Рут Майерс)
- 1992 — номинация на премию «Золотой глобус» за лучшую женскую роль — комедия или мюзикл (Анжелика Хьюстон)
- 1992 — две номинации на премию BAFTA: лучший грим (Ферн Бачнер, Кэтрин Джеймс, Кевин Хэйни), лучшая работа художника (Ричард Макдональд)
- 1992 — номинация на премию «Хьюго» за лучшую драматическую постановку
- 1992 — две номинации на премию MTV Movie & TV Awards: лучшая песня (M.C. Hammer, «Addams Groove»), лучший поцелуй (Рауль Хулия, Анжелика Хьюстон)
- 1992 — премия «Золотая малина» за худшую оригинальную песню (M.C. Hammer, «Addams Groove»)
- 1993 — 4 номинации на премию «Сатурн»: лучший фэнтези-фильм, лучший актер (Рауль Хулия), лучший молодой актер (Кристина Риччи), лучшие спецэффекты (Алан Манро)
- 1993 — премия «Молодой актёр» (Джимми Уоркмэн) и номинация на эту премию (Кристина Риччи)

## Факты
Музыкальный номер «Мамушка» (Mamushka) в итоговой версии фильма был существенно сокращён, с 3 минут 31 секунды до 2 минут 31 секунды. В оригинальной версии композиции упоминались Петрушка и братья Карамазовы.